# حزب للو برای گرجستان
للو برای جورجیا یا للو برای گرجستان یا همان للو (انگلیسی: Lelo for Georgia، گرجی: ლელო საქართველოსთვის) یک حزب سیاسی در گرجستان است که در اواخر سال ۲۰۱۹ توسط دو بازرگان گرجی به نام‌های بدری جاپاریدزه و ماموکا خازاردزه بنیان گذاشته شد. پس از مدتی «حزب راست جدید» نیز در این حزب ادغام شد. این حزب همچین شماری از سیاسیون میانه‌روز متمایل به چپ همچون گیرگول گوگلیا را جذب خود کرده‌است.

## انگیزه سیاسی
این حزب در تلاش است که در انتخابات پارلمانی ۲۰۲۰ گرجستان که در اکتبر ۲۰۲۰ برگزار خواهد شد شرکت کرده و به عنوان اولین حضور خود سیستم موجود دوقطبی انتخابات گرجستان را بشکند و به پارلمان راه پیدا کند. بنیانگذاران و همچنین اعضای للو به دنبال اتحاد مخالفین حزب رؤیای گرجی که در دهه گذشته در قدرت بوده هستند تا بتوانند خود را به عنوان رقیبی جدی برای حزب رؤیای گرجی وابسته با ایوانشویلی و حزب جنبش اتحاد ملی گرجستان یاران ساکاشویلی به جامعه گرجستان معرفی کنند.